# ويليام كورلت
ويليام كورلت (بالإنجليزية: William Corlett)‏ هو كاتب للأطفال وكاتب بريطاني، ولد في 8 أكتوبر 1938 في دارلينغتون في المملكة المتحدة، وتوفي في 16 أغسطس 2005 في سارلا لا كانيدا في فرنسا بسبب سرطان.

## وصلات خارجية
- ويليام كورلت على موقع IMDb (الإنجليزية)
- ويليام كورلت على موقع قاعدة بيانات الفيلم (الإنجليزية)